# Pergamijn

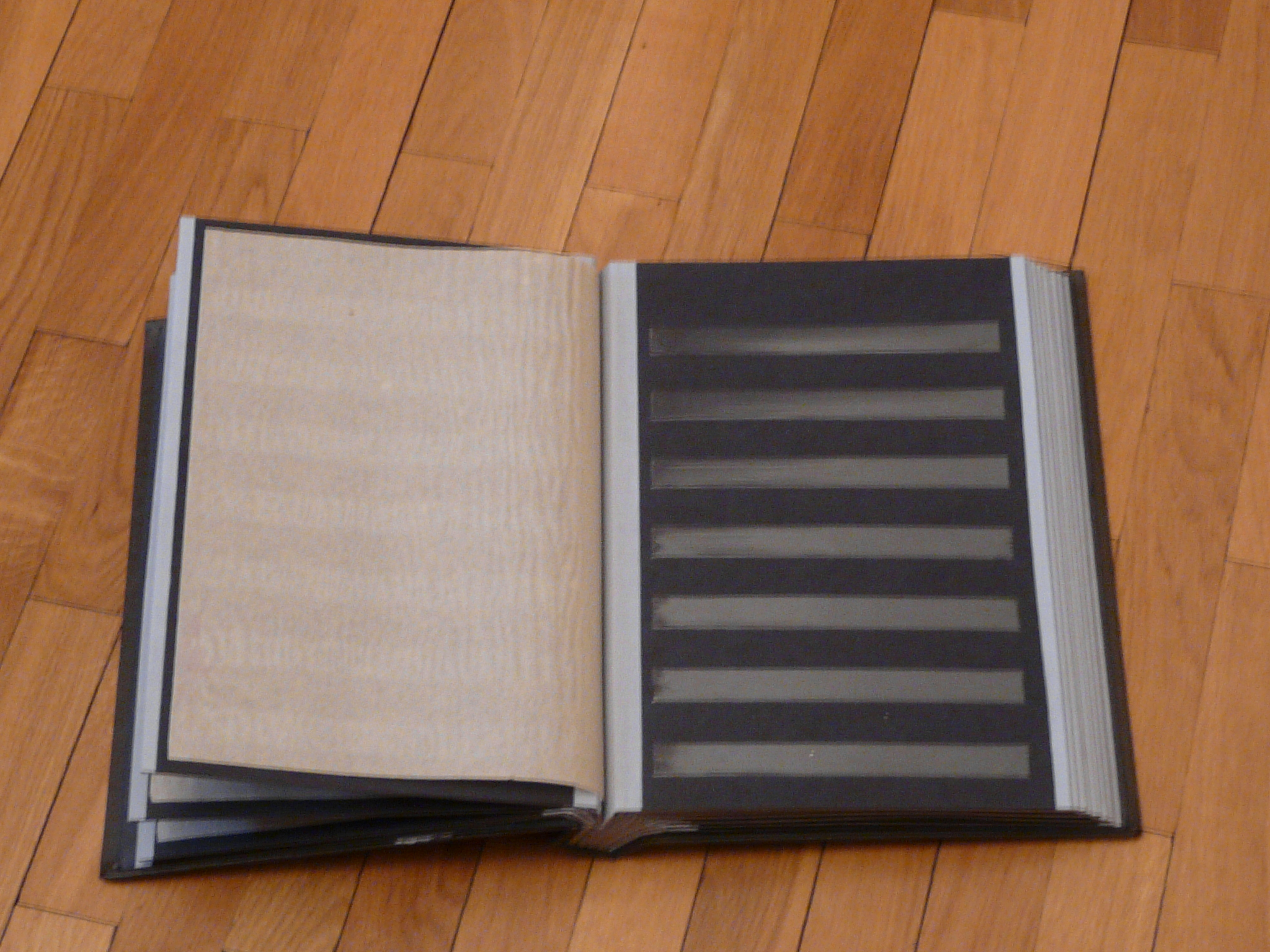
Insteekboek voor postzegels met pergamijn tussenblad

Pergamijn (ook wel kristalpapier of glassine papier genoemd) is glad, transparant papier. Het wordt gebruikt voor het venster in een venster-envelop (óf plastic, óf pergamijn), en als verpakking voor postzegels e.d. Bij gebruik als postzegelzakje is zuur- en chloorvrij een belangrijke kwaliteitseis. Ook postzegelplakkers zijn vaak gemaakt van pergamijn. Pergamijn wordt ook vaak gebruikt als tussenblad in postzegel- en fotoalbums.